# Пожог
Пожо́г — село в Україні, у Любешівській селищній громаді Камінь-Каширського району Волинської області. Населення становить 105 осіб.

## Населення
Згідно з переписом УРСР 1989 року чисельність наявного населення села становила 128 осіб, з яких 59 чоловіків та 69 жінок.
За переписом населення України 2001 року в селі мешкали 102 особи. 100 % населення вказало своєю рідною мовою українську мову.